# Národní řád za zásluhy (Gabon)
Národní řád za zásluhy (francouzsky: Ordre National du Mérite) je státní vyznamenání Gabonské republiky. Založen byl roku 1971.

## Historie a pravidla udílení
Řád byl založen roku 1971. Nahradil tak dříve existující Řád přátelství. Udílen je za civilní i vojenské zásluhy o stát. Velmistrem řádu je úřadující prezident Gabonu.

## Insignie
Řádový odznak má tvar štítu, který je položen na provaz ve tvaru kruhu. Štít je korunován kotvou, na které jsou položeny dvě zkřížené palmové větvě. Uprostřed štítu je barevně smaltovaný státní znak Gabonu. Zadní strana je hladká s nápisem na čtyřech řádcích ORDRE NATIONAL DU MERITE. Pod nadpisem je barevně smaltovaná státní vlajka Gabonu. Pod vlajkou je letopočet 1971.
Řádová hvězda se skládá z osmnácti cípů o různé velikosti. Cípy mají tvar okvětních lístků. Na hvězdě je položen řádový odznak.
Stuhu tvoří široký zelený a žlutý pruh uprostřed s úzkým bílým pruhem. Na zeleném okraji je stuha lemována úzkým modrým pruhem a na žlutém okraji je lemována úzkým červeným pruhem.

## Třídy
Řád je udílen v pěti řádných třídách:
- velkokříž – Řádový odznak se nosí na široké stuze spadající z ramene na protilehlý bok. Zlatá řádová hvězda se nosí nalevo na hrudi.
- velkodůstojník – Řádový odznak se nosí na stuze s rozetou na hrudi. Stříbrná řádová hvězda se nosí napravo na hrudi.
- komtur – Řádový odznak se nosí na stuze kolem krku.
- důstojník – Stříbrný řádový odznak se nosí zavěšený na stuze s rozetou na hrudi.
- rytíř – Stříbrný řádový odznak se nosí zavěšený na stuze bez rozety na hrudi.

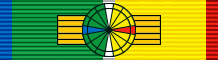
velkokříž
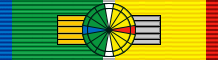
velkodůstojník
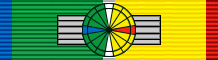
komtur
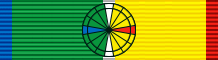
důstojník
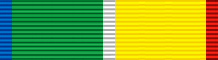
rytíř